# Stephan Behrmann
Stephan Behrmann (* 1970 in Berlin) ist ein deutscher Dramaturg, Theaterwissenschaftler und Autor.

## Leben
Nach seinem Studium in den Bereichen Theaterwissenschaft/Kulturelle Kommunikation, Germanistik und Romanistik an der Humboldt-Universität zu Berlin arbeitete er seit Beginn der 1990er Jahre als Schauspiel-Dramaturg und Produktionsleiter projektbezogen an verschiedenen Schauspieltheatern in Deutschland und im Ausland: Projekttheater Dresden, Deutsches Staatstheater Timişoara (Rumänien), Volksbühne Berlin, Freie Kammerspiele Magdeburg, Mecklenburgisches Staatstheater Schwerin und Volkstheater Rostock. Er arbeitete mit Regisseuren wie Wolf Bunge, Friedo Solter, Peter Dehler, Anu Saari, Armin Petras, Alejandro Quintana, Gerald Fiedler, Sascha Bunge, Matthias Messmer, Nils Brück, Mathias Max Herrmann, Matthias Nagatis, Jörg Steinberg, Manuel Soubeyrand und Tobias Rausch (Lunatiks produktion).
Seit 2001 arbeitete er kontinuierlich als Jurymitglied und Workshopleiter bei den Schülertheatertreffen des Landes Sachsen-Anhalt und auf einem regionalen Theatertreffen in Sachsen-Anhalt. Für das Theater schrieb er in Zusammenarbeit mit Rainer Frank die Bühnenversion von Jakob Arjounis Magic Hoffmann (Uraufführung 2002 in Halle (Saale)) sowie das „Das Scharnier. Ein Berliner Salon“ (Uraufführung 2003 in der Staatsbank Berlin).
In mehreren essayistischen Texten beschäftigt sich Behrmann u. a. mit der älteren und jüngeren Geschichte des deutschen Theaters in Rumänien.
Seit 2017 ist er gemeinsam mit Anne Schneider Geschäftsführer des Bundesverbandes Freie Darstellende Künste.

## Veröffentlichungen
- Ein szenisches Spiel mit Illusionen. In: Siegfried Wilzopolski (Hrsg.): Theater des Augenblicks – Die Theaterarbeit Frank Castorfs, Berlin 1992.
- Das deutsche Theater in Temeswar von der Entstehung bis zur Mitte des 20. Jahrhunderts. In: Halbjahresschrift für südosteuropäische Geschichte, Literatur und Politik, Dinklage bei Vechta, März 1995 (7. Jahrgang) Sonderheft 1a.
- Minderheiten in Rumänien – Ein einführender Überblick. In: Banatica, Beiträge zur deutschen Kultur, München, 1997 (13. Jahrgang) Heft 4.
- Ein Theater jenseits von Heimatkunde. Perspektiven für ein Theater mit sterbendem Publikum. In: Wendepunkt – Deutsches Minderheitentheater im Umbau. Hrsg.: DSK, Stuttgart 2003.